# Trăpaș american

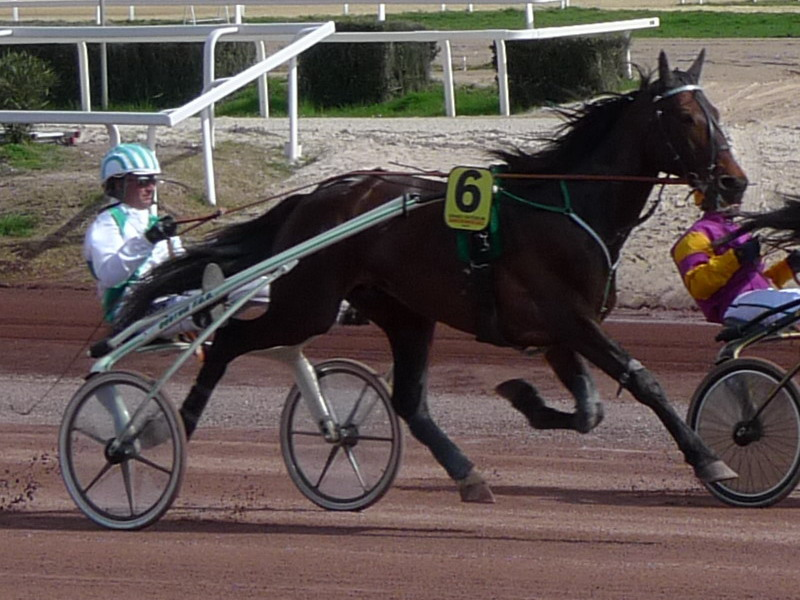

Trăpașul american (engl. Standardbred — selecționat conform unui standard) este o rasă de cai crescută pentru cursele de atelaje, pe care le aleargă la trap sau la buiestru. Selecționat în America de Nord și avându-și rădăcinile în Anglia secolului al XVIII-lea, în prezent trăpașul american este larg răspândit în toată lumea. 

## Istorie

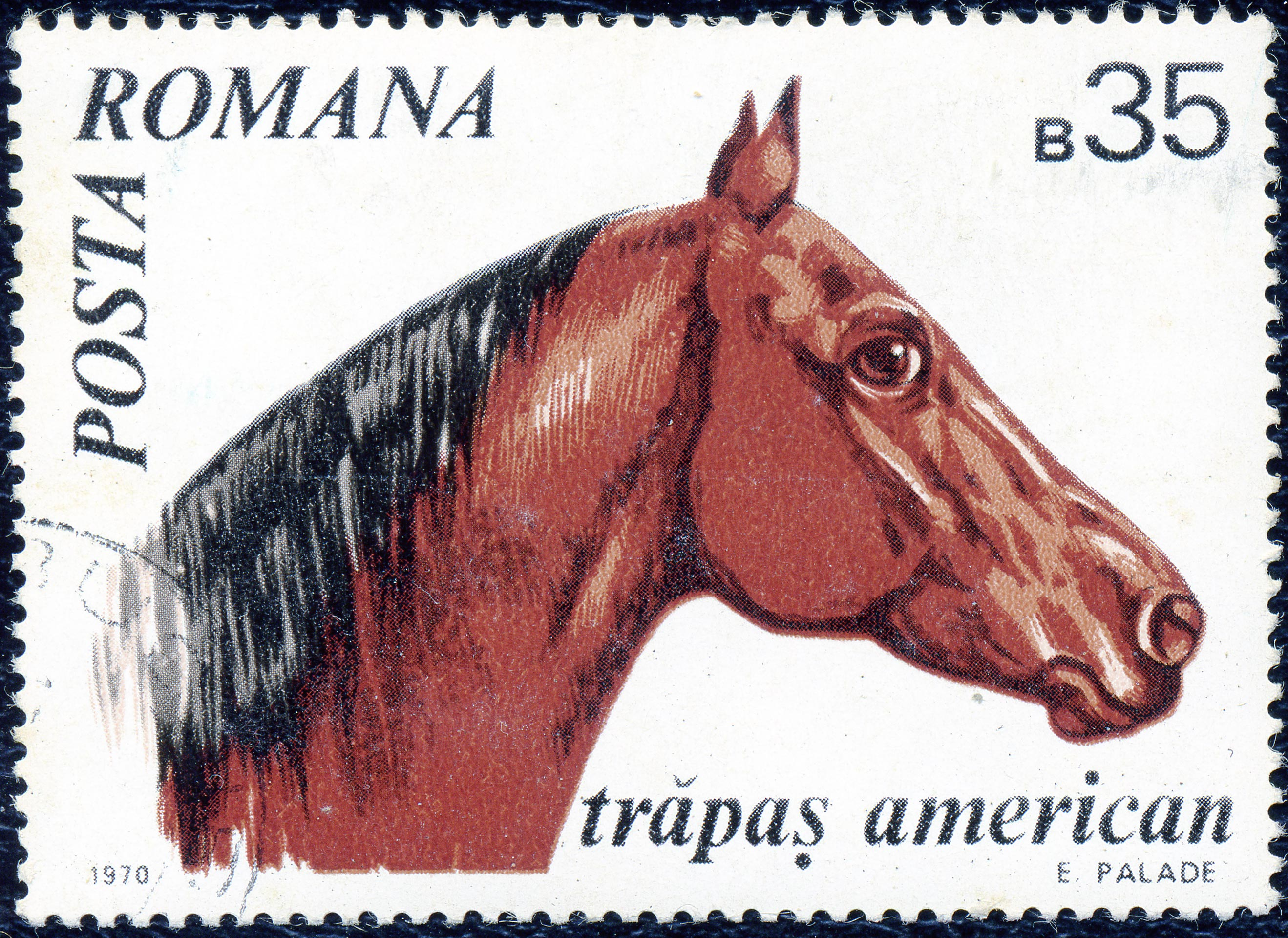

Primele curse de trap s-au organizat în America în secolul al XVII-lea, de obicei călare și în câmp deschis. Totuși, spre mijlocul secolului al XVIII-lea cursele de trap se organizau deja pe piste oficiale, caii fiind înhămați la sulky. Rasele care au contribuit la selecționarea trăpașului american au fost pursângele englez, trăpașul de Norfolk, buiestrașul de Narragansett, buiestrașul canadian, Hackney și Morgan.  

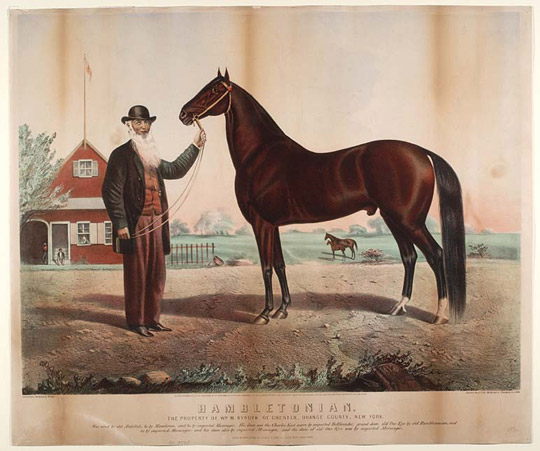
Hambletonian 10

Originile acestei rase pot fi urmărite până la un pursânge englez fătat în 1780 pe nume Messenger. Acesta era un armăsar sur importat în Statele Unite în 1788. A conceput mai mulți cai care au evoluat la cursele de galop, dar este cunoscut mai ales pentru strănepotul său, Hambletonian 10 (Rysdyk's Hambletonian), fătat în 1849 și considerat armăsarul-fondator al rasei. Mama lui, de proveniență trăpaș de Norfolk, a fost cumpărată împreună cu mânzul ei de William Rysdyk, un muncitor agricol din statul New York. La vârsta de trei ani  Hambletonian 10 evolua deja cu succes în cursele de trap. În total a produs 1331 de mânji, 40 dintre care au reușit să parcurgă la trap o milă (1609 m) în mai puțin de 2 minute și 30 secunde.
Un alt producător influent a fost pursângele Diomed, născut în 1777. Nepotul lui Diomed, pursângele American Star, fătat în 1822, a influențat dezvoltarea trăpașului american prin iepele din progenitura sa, American Star 14 fiind împerecheată cu Hambletonian 10. Când acest sport a început să câștige popularitate, s-a realizat mai multă muncă de selecție pentru a produce trăpași mai rapizi.   

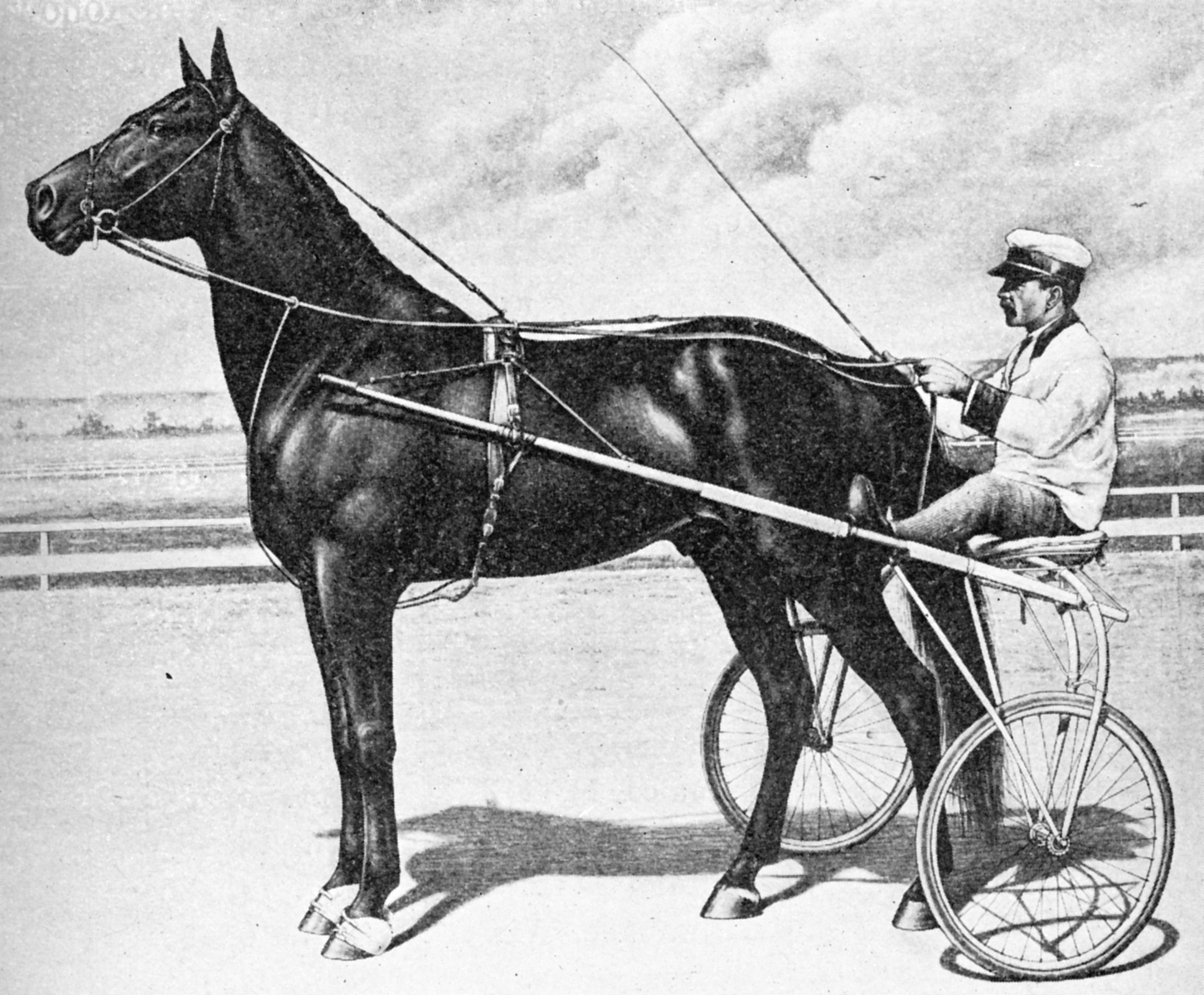
Dan Patch, un producător-buiestraș important, circa 1900

Registrul genealogic al rasei a fost înființat în Statele Unite în 1879 de către Asociația Națională a Crescătorilor de Trăpași. Denumirea engleză a rasei — Standardbred — se datorează „standardului", conform căruia fiecare membru al rasei trebuie să poată parcurge o milă la trap în mai puțin de două minute și 30 secunde. În prezent mai mulți trăpași americani sunt mai rapizi decât standardul inițial, alergând o milă la buiestru în mai puțin de un minut și 50 secunde, trăpașii fiind doar cu câteva secunde mai lenți decât buiestrașii. În cadrul rasei pedigriul trăpașilor diferă puțin față de cel al buiestrașilor, deși cu toții se trag din Hambletonian 10. 

## Caracteristici

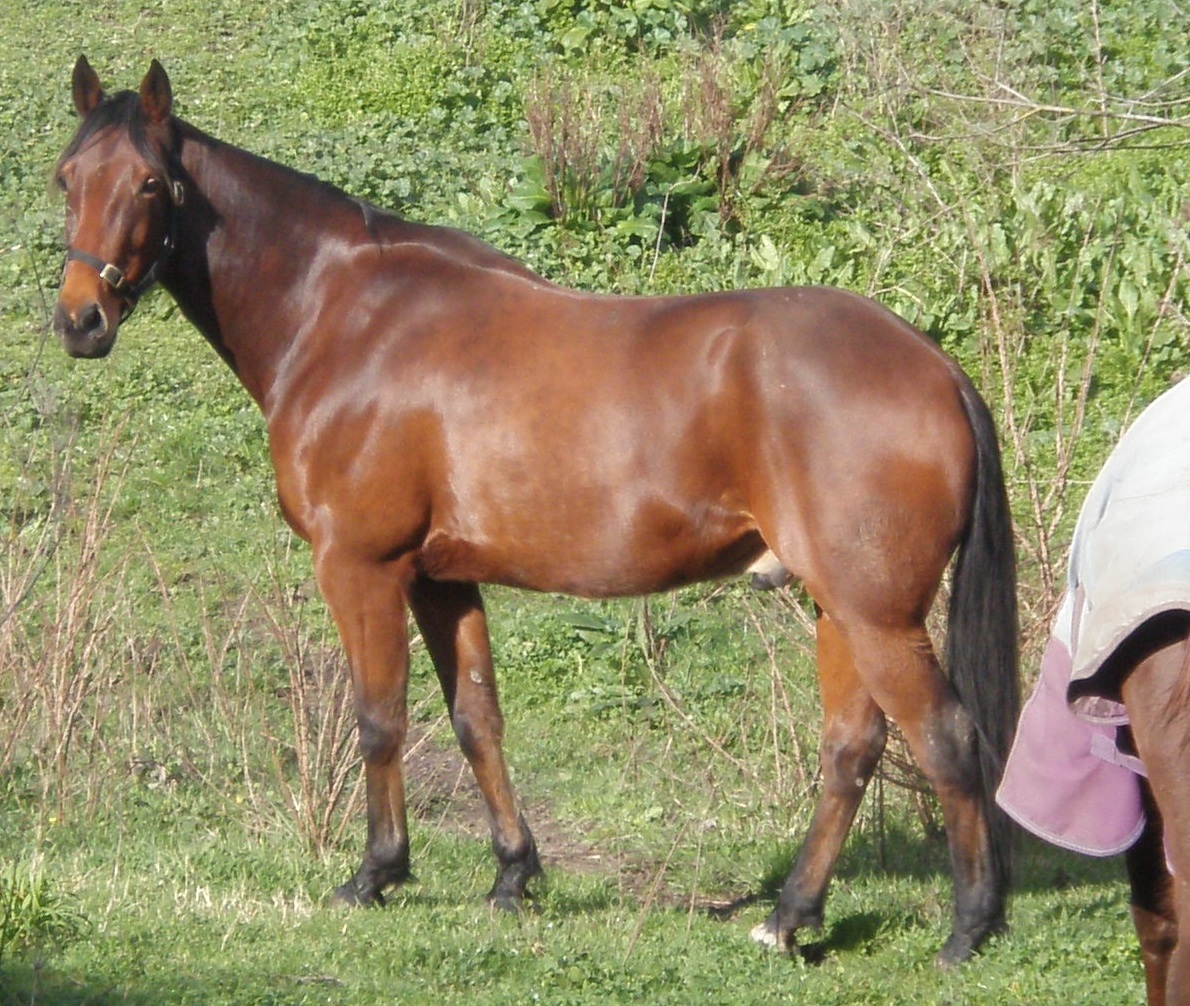
Trăpașul american are un format corporal mai greu decât pursângele englez, dar prezintă și el calitate și rafinament

Trăpașul american tinde să aibă un corp mai musculos și mai lung decât pursângele englez. De asemenea are un temperament mai calm, alergând la cursele de trap care solicită mai multă strategie și mai multe schimbări de viteză decât cursele de galop. Este considerat un cal orientat către persoană și ușor de antrenat. 
În general au un format corporal mai greu decât pursângele, dar au picioare rafinate, solide, precum și umeri și crupă puternice. Înălțimea poate varia de la 142 până la 173 cm, însă cei mai mulți au înălțimea între 152 și 163 cm. De cele mai multe ori sunt murgi, bruni sau negri, cu toate că pot avea și alte culori, precum cea roaibă. Un trăpaș tipic cântărește între 360 și 450 kg.
Membrii rasei tind să alerge fie la trap, fie la buiestru. Alura preferată a unui trăpaș se numește trap, când se mișcă concomitent piciorul drept de dinainte și piciorul stâng din urmă, și respectiv, piciorul stâng de dinainte și piciorul drept din urmă. Un buiestraș preferă dimpotrivă buiestrul, când se mișcă concomitent piciorul drept de dinainte și piciorul drept din urmă, și respectiv, piciorul stâng de dinainte și piciorul stâng din urmă. Capacitatea de a alerga la trap sau la buiestru este legată de o singură mutație în gena DMRT3.

## Utilizare
Trăpașii americani sunt faimoși pentru excelența lor în cursele de trap, fiind cea mai rapidă rasă de trăpași. Din această cauză sunt deseori folosiți pentru a spori rapiditatea altor rase pentru cursele de trap, precum trăpașul francez sau trăpașul Orlov.

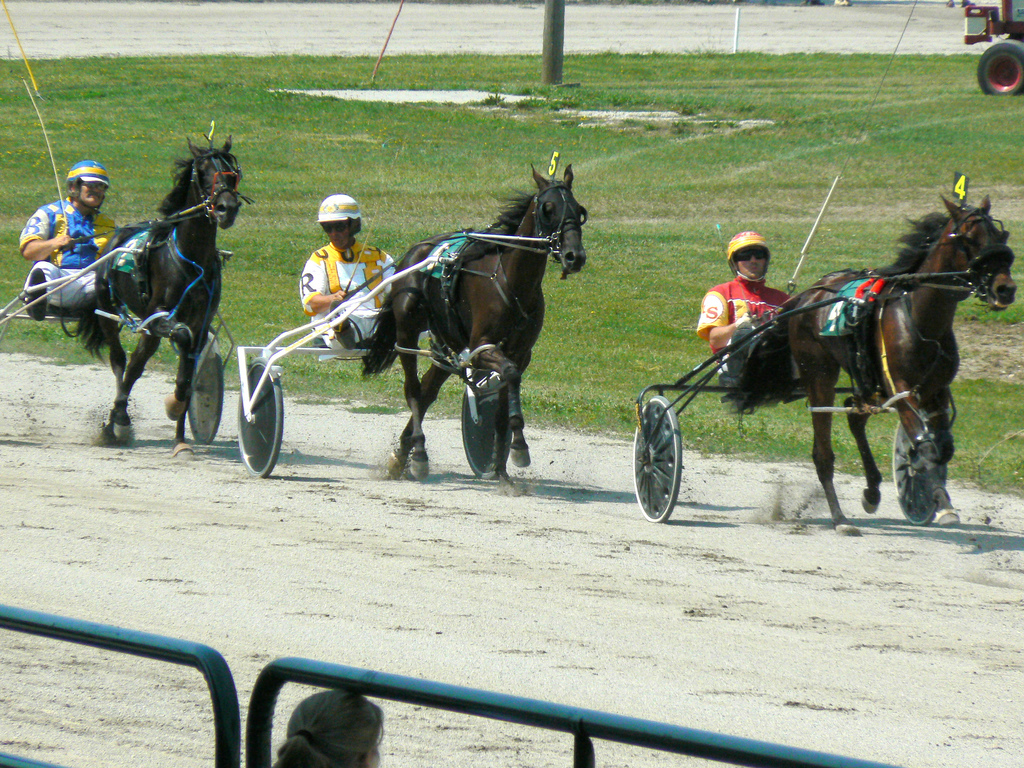
Cursă de trap în SUA

În Australia, Canada, Nouă Zeelandă, Regatul Unit și Statele Unite au loc curse atât pentru trăpași, cât și pentru buiestrași. În Europa însă se permit doar cursele de trap. În România acest gen de curse poate fi văzut mai ales la Hipodromul din Ploiești.